# Elektroinstalace
Elektroinstalace je soustava elektrotechnických zařízení k vedení a ovládání elektrického proudu nebo elektrických signálů v místě jejich výroby resp. vzniku, přeměny a úprav nebo jejich užívání a spotřeby.
Elektroinstalace je tvořena soustavou vzájemně propojených vodičů, ovládacích prvků (spínače, stykače, relé) a jisticích prvků (pojistky, jističe, proudové chrániče, přepěťové ochrany).

## Druhy elektroinstalace
Elektroinstalace slouží k přenosu elektrické energie (silové rozvody), nebo k přenosu dat a slaboproudých signálů. Požadovanému účelu musí vyhovovat její vybavení a dimenzování. Pro elektroinstalaci v budovách se užívají názvy rozvodná síť (silové rozvody), datová síť (datové rozvody), případně slaboproudé rozvody (sdělovací vedení). V dopravních prostředcích, samohybných strojích i u lodí se setkáme spíše s názvy elektrická výzbroj (kabely + ovládací přístroje + spotřebiče) nebo kabeláž (kabely+konektory).

## Domovní elektroinstalace

### Umístění rozvodů
V budovách je elektroinstalace uložena ve stěnách v elektroinstalačních trubkách nebo přímo v omítce, případně na povrchu stěn nebo v prostoru v elektroinstalačních lištách, kanálech, žlabech. V dopravních prostředcích se vodiče a kabely před montáží kompletují do kabelových svazků (bandážováním, vyvazováním). Vodiče a kabely se ještě před montáží do vozidla zakončují konektory. Pro moderní elektroinstalaci je typické, že silové (napájecí) i slaboproudé vodiče a kabely jsou vedeny společnými trasami a propojují stejné přístroje. Například v bytových a jim podobných instalacích bývají ve společném rámečku umístěny silové zásuvky společně s datovou, telefonní nebo TV/SAT zásuvkou. Mimo to může být společně se silovým vedením položen i kabel pro ovládací sběrnici KNX/EIB. V elektroinstalacích motorových vozidel je situace obdobná, používá se sběrnice CAN-BUS. Protože silové a slaboproudé rozvody se mohou vzájemně ovlivňovat a nelze je prostorově oddělit, vznikl obor EMC. V rámci elektromagnetické kompatibility se zkoumá a řeší vzájemné rušení a odrušení v elektroinstalacích.

### Vodiče
Existují různé způsoby možného spojení vodičů. Vodivá spojení mohou mít například tato provedení:
- pevné (nerozebíratelné) spojení – lisováním, měkkým pájením, svařováním;
- rozebíratelné spojení
  - šroubové spojení – odizolovaný konec plného vodiče se přímo zasune do šroubové svorky nebo se vytvaruje jako očko a navlékne na šroub. Na konec laněného vodiče se kabelové oko, vidlička nebo FASTON nalisuje krimpovacími kleštěmi.
  - bezšroubové spojení – odizolovaný konec vodiče se zasune do pružinové svorky, dnes běžně typ wago;
  - konektorové (zásuvkové) spojení – vodiče se spojí některým z uvedených způsobů s póly pohyblivé části konektoru (vidlice, zástrčky), která zakončuje kabel. Nepohyblivá část konektoru bývá vestavěna do zařízení, zapájena do desky plošného spoje nebo zabudována do stěny budovy. Z důvodu bezpečnosti pro krytí živých částí je dodržována zásada, že napájecí strana konektoru má kontakty ve formě zdířek (dutinek, samičí: anglicky female), napájená část konektoru má kontakty ve formě kolíčků (samčí: anglicky male).

K nevodivému spojení souběžně vedoucích vodičů (svazkování) se používá vyvazování nebo bandážování.

#### Barevné značení

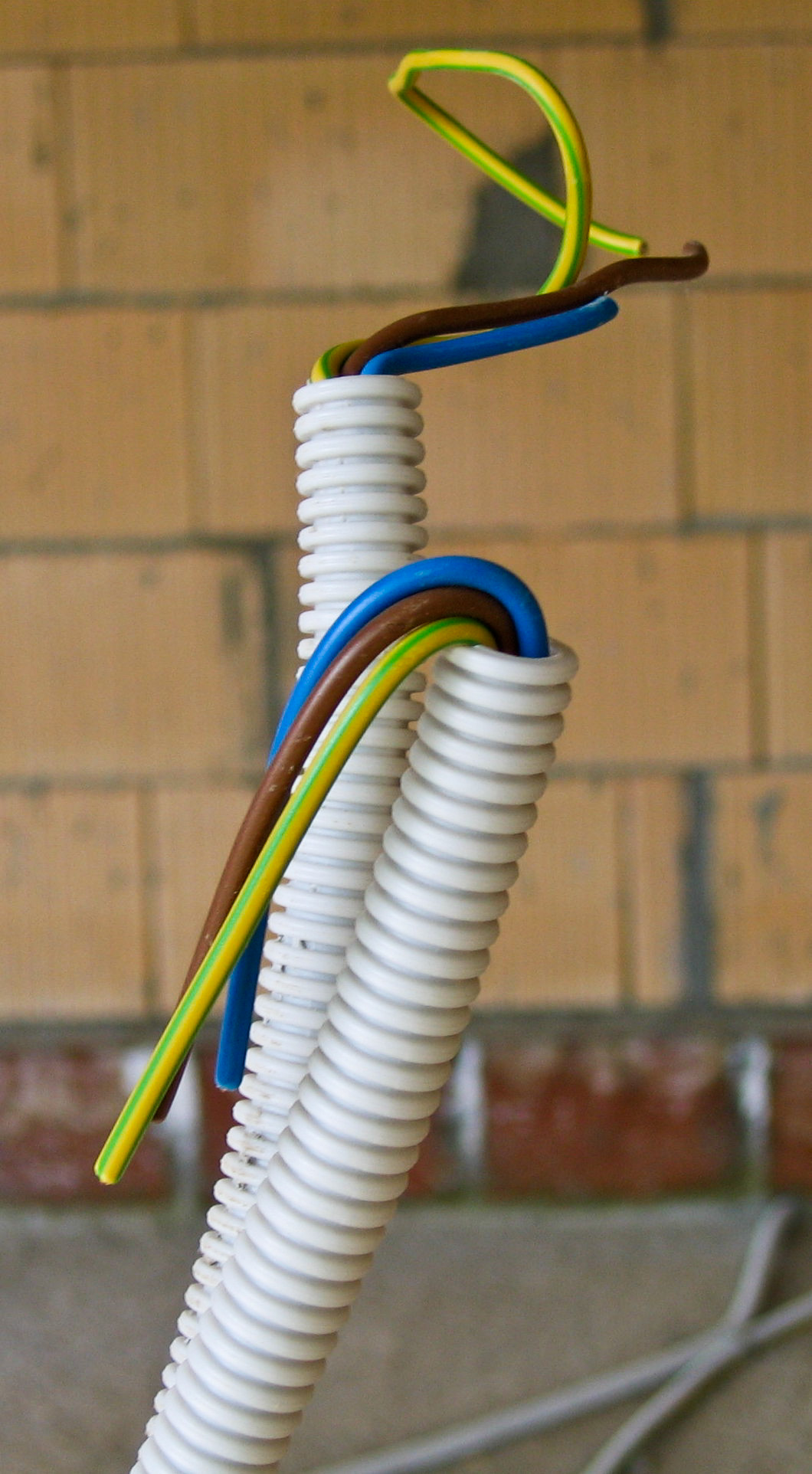
Fázový vodič je zde hnědý, nulový vodič je modrý, ochranný vodič je zelenožlutý; kabely v husích krcích.

V Česku a v Evropě se používá následující barevné značení vodičů podle účelů a použití:
- Nulový vodič (ve schématu značený N), zvaný též neutrální vodič nebo střední vodič: světle modrá;
- Fázový vodič (ve schématu značený L): hnědá nebo černá, bývá také šedá; tedy barevné rozlišení tří fází;
- Ochranný vodič, též zemnící (ve schématu značený PE, anglicky protective earth): podélné pruhy zelené a žluté, pomalu stáčené pod malým úhlem. Jde o spojení dvou funkcí do jednoho vodiče, zemnění (zelená) a ochranné (žlutá), které se zavedlo již dávno.
  - Ve starých rozvodech TN-C (nulovaných) měl zelenožlutý (do roku 1978 jen zelený[1]) dokonce tři funkce: PEN, tedy včetně neutrálního. Toto je však pro koncová použití v nových domácích rozvodech již zakázáno, jsou požadovány chrániče.

### Ovládací a funkční prvky
K manuálnímu ovládání se používají jako kontaktní prvky spínače a vypínače (jednopólové nebo dvoupólové) a přepínače, které mohou být buď dvoupolohové (jednopólové nebo dvoupólové) nebo vícepolohové. Tyto se schovávají před nebezpečným dotykem do krabic, mechanicky se upevňují do zdí nebo na zeď.
Ke vzdálenému nebo automatizovanému spínání, rozpínání nebo přepínání slouží relé nebo stykače, typicky v rozvaděčích.
Přepěťovou ochranu může zajišťovat zhášecí (zkratovací) dioda nebo zhášecí (zkratovací) rezistor.
Jištění proti nadproudu a zkratu zajišťují pojistky (válcové keramické či plastové, nožové standard, maxi či mini) a jističe.

### Umístění elektroměru
Elektroměr se na požadavek dodavatele elektrické energie umísťuje na místech přístupných z veřejného prostranství. U bytových domů s více byty se elektroměry umísťují ve společných prostorách domu do elektroměrových rozvaděčů. Typicky vždy pro jedno podlaží společně do jednoho rozvaděče. Smyslem tohoto umístění je možnost odečtu stavu elektroměru i za nepřítomnosti majitele objektu nebo bytu. Doporučené umístění je číselník (displej) ve výši 1500 - 1700 mm od definitivní výšky podlahy. V technicky zdůvodněných případech se může elektroměr umístit minimálně 700 mm nad konečnou úrovní terénu. Před elektroměrem má být volný prostor 800 mm.
Odpovědnost za zabezpečení proti poškození elektroměru nese jeho odběratel. Proto se doporučuje občas kontrolovat, jestli plomba na elektroměru není poničená. Nicméně při obvinění z černého odběru elektřiny je nutné prokázat, že k špatnému fungování elektroměru došlo ve prospěch jeho odběratele.